# Alpaida cuiaba
Alpaida cuiaba là một loài nhện trong họ Araneidae.
Loài này thuộc chi Alpaida. Alpaida cuiaba được Herbert Walter Levi miêu tả năm 1988.